# Meike Blatnik
Meike Blatnik (* 1974) ist eine deutsche Übersetzerin.

## Leben
Meike Blatnik absolvierte ein Studium der Neueren Deutschen Literatur und der Philosophie in Berlin, das sie mit dem Magistergrad abschloss. Während des Studiums sammelte sie Erfahrungen als freie Journalistin, zwischen 2003 und 2016 arbeitete sie beim Berlin Verlag. Derzeit ist sie beim Ullstein Verlag in der Presse- und Öffentlichkeitsabteilung tätig. Seit 2006 übersetzt sie erzählende Texte für Kinder und Erwachsene aus dem Niederländischen ins Deutsche. 
2011 wurde das von ihr übersetzte Buch „Kuckuck, Krake, Kakerlake“ von Bibi Dumon Tak als Kinder- und Jugendhörbuch des Jahres ausgezeichnet; 2013 erhielt Blatnik ein Arbeitsstipendium des Deutschen Übersetzerfonds und 2022 wurde der von ihr übersetzte Jugendroman Alles wird gut, immer von Kathleen Vereecken mit dem Gustav-Heinemann-Friedenspreis für Kinder- und Jugendbücher ausgezeichnet.
Meike Blatnik ist Mitglied im Verband deutschsprachiger Übersetzer literarischer und wissenschaftlicher Werke, VdÜ.

## Übersetzungen (Auswahl)
- Lida Dijkstra: 1, 2, 3, 4 ... wer spielt mit mir?, Berlin: Tulipan, 2011
- Bibi Dumon Tak: Das große Vogelbuch, Hildesheim: Gerstenberg, 2018
- Bibi Dumon Tak: Die Eiche und der Federschopf, Hildesheim: Gerstenberg Verlag, 2022.
- Bibi Dumon Tak: Eisbär, Elch & Eule, Berlin: Bloomsbury Kinderbücher & Jugendbücher, 2011
- Bibi Dumon Tak: Kuckuck, Krake, Kakerlake, Berlin: Bloomsbury Kinderbücher & Jugendbücher, 2009
- Bibi Dumon Tak: Latino-King, München: Bloomsbury Kinderbücher & Jugendbücher, 2013
- Bibi Dumon Tak: Mikas Himmel,  Hildesheim: Gerstenberg, 2017.
- Bibi Dumon Tak: Mikis, der Eseljunge, Hildesheim: Gerstenberg, 2014
- Bibi Dumon Tak: Mücke, Maus und Maulwurf, München: Hanser, 2016.
- Lambert Fortuin: Joschi und Giraffe reisen ans Ende der Welt, Berlin: Bloomsbury Kinderbücher & Jugendbücher, 2007
- Esther Gerritsen: Mutters letzte Worte, Berlin: Berlin Verlag, 2014
- Jeroen van Haele: Die stille See, Berlin: Bloomsbury Kinderbücher & Jugendbücher, 2006
- Marieke Smithuis: Lotte und Rose. Immer Ärger mit den Jungs, Hildesheim: Gerstenberg, 2018
- Mariken Jongman: Grosser kleiner Pottwal, München: Tulipan, 2017
- Marjolijn Hof: Julia, München: Bloomsbury Kinderbücher & Jugendbücher, 2013
- Marjolijn Hof: Mein Opa und ich und ein Schwein namens Oma, Hamburg: aladin, 2014
- Marjolijn Hof: Mutter Nummer Null, Berlin: Bloomsbury Kinderbücher & Jugendbücher, 2009
- Marjolijn Hof: Nie ist ganz schön lang, Berlin: Bloomsbury Kinderbücher & Jugendbücher, 2011
- Marjolijn Hof: Opi Kas, die Zimtziegen und ich, Hamburg: aladin, 2015.
- Marjolijn Hof: Tote Maus für Papas Leben, Berlin: Bloomsbury Kinderbücher & Jugendbücher, 2008
- Martine Glaser: Die wundersamen Abenteuer von Pippa Katzenöhrchen, Hildesheim: Gerstenberg, 2016
- Elvis Peeters: Der Sommer, als wir unsere Röcke hoben und die Welt gegen die Wand fuhr, Berlin: Blumenbar, 2014
- Suzan Peeters: Dreckspatz oder Ein Unglück kommt selten allein, Berlin: Annette Betz, 2014
- Fiona Rempt: Schnecke wünscht sich was, Berlin: Tulipan, 2008
- Guido Van Genechten: Das große Waldorchester, Berlin: Bloomsbury Kinderbücher & Jugendbücher, 2011
- Guido Van Genechten: Nicki, Berlin: Annette Betz, 2015 (übersetzt zusammen mit Britta Groiß)
- Guido Van Genechten: Nicki und Mia, Berlin: Annette Betz, 2015
- Guido Van Genechten: Ein Tiger schnarcht in meinem Bett, Berlin: Annette Betz, 2014
- Kathleen Vereecken: Eine größere Welt, Berlin: Bloomsbury Kinderbücher & Jugendbücher, 2012
- Kathleen Vereecken: Ich bin Jan und stinknormal, Hildesheim: Gerstenberg, 2016
- Kathleen Vereecken: Alles wird gut, immer, Hildesheim: Gerstenberg, 2021
- Rian Visser: Theodor trödelt, Berlin: Tulipan, 2009